# Team Picnic PostNL (mužský tým)
Team Picnic PostNL (UCI kód: DFP) je nizozemský cyklistický UCI WorldTeam. Generálním manažerem je Iwan Spekenbrink.

## Historie

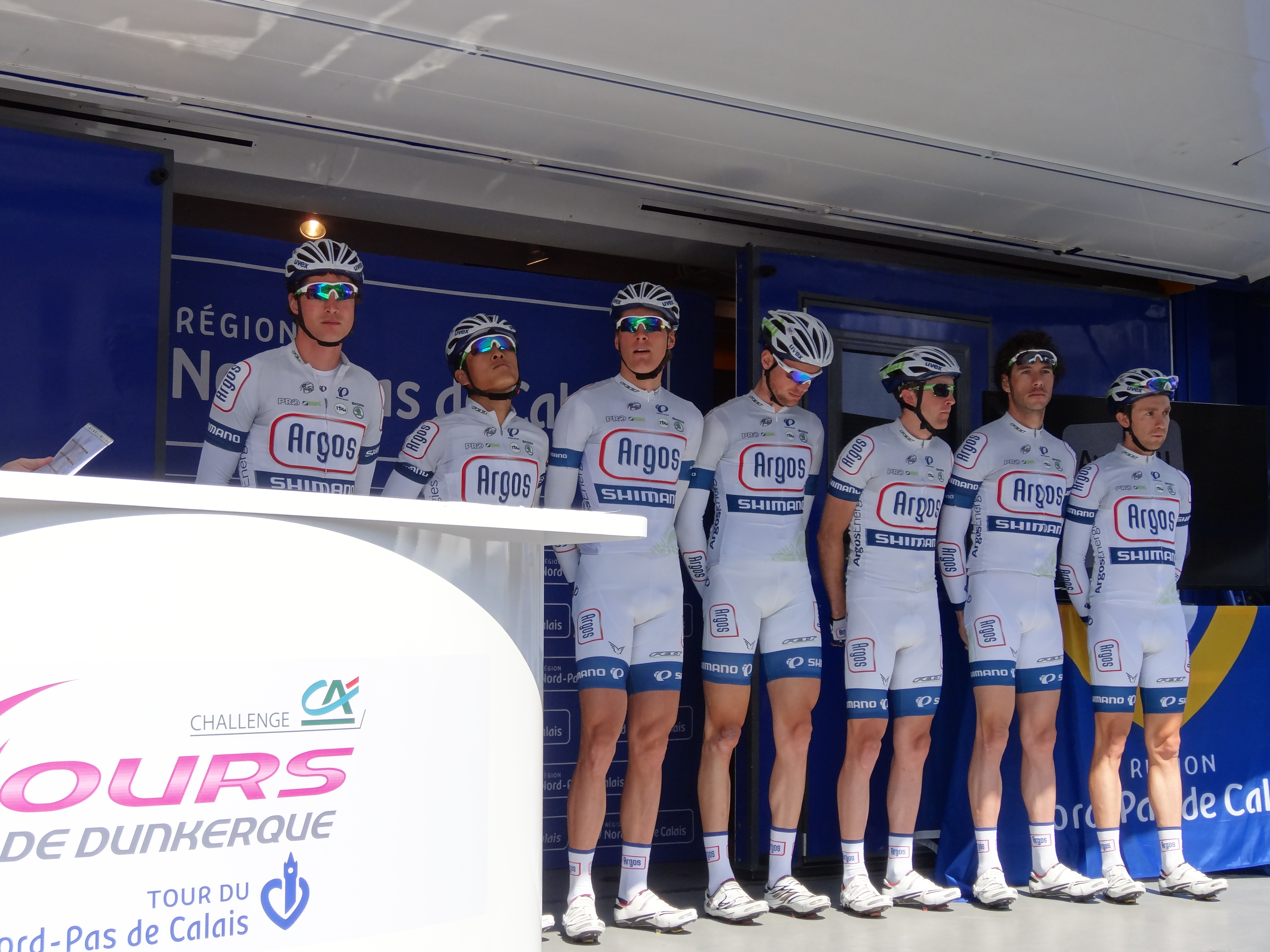
Cyklisté týmu na závodu Čtyři dny v Dunkerku v roce 2013

Tým byl založen pod názvem „Shimano–Memory Corp“. Hlavními sponzory byly firmy Skil a Shimano a základna týmu byla v Nizozemsku. Díky agresivní strategii během závodů Paříž–Nice 2008 a 2009 získal tým divokou kartu na Tour de France 2009, což byla první účast týmu na akcích Grand Tour. 
Kvůli ztrátě sponzorů na začátku sezóny 2012 přijal tým nové jméno „Project 1t4i“, které vydrželo až do 1. dubna 2012, kdy tým oznámil, že na závod Kolem Flander pojede pod novým jménem Argos–Shimano. 
V roce 2012 získal tým druhou pozvánku na Tour de France společně s třemi francouzskými týmy: Cofidis, Team Europcar a Saur–Sojasun.
V prosinci 2012 bylo oznámeno, že tým získá WorldTourovou licenci pro sezónu 2013.
V září 2014 německý výrobce šampónů Alpecin oznámil, že se stane spolusponzorem týmu společně se společností Giant pro sezónu 2015. V prosinci 2014 oznámila firma Sunweb, že se stane novým hlavním sponzorem týmu na další 2 roky.  
23. ledna 2016 bylo zraněno 6 členů týmu (John Degenkolb, Warren Barguil, Max Walscheid, Chad Haga, Fredrik Ludvigsson a Ramon Sinkeldam) po srážce s autem na tréninkovém kempu ve Španělsku. Během prvního dne odpočinku Tour de France 2016 tým oznámil, že se Sunweb stane titulárním sponzorem na sezónu 2017 a že tým přesune svou registraci z Nizozemska do Německa. V roce 2017 vyhrál tým svou první Grand Tour, a to Giro d'Italia 2017 s Tomem Dumoulinem. Na Tour de France 2017 vyhrál tým 4 etapy a 2 soutěže: Warren Barguil vyhrál vrchařskou soutěž, cenu bojovnosti a umístil se na 10. místě celkově a Michael Matthews vyhrál bodovací soutěž.
V sezóně 2020 tým vyhrál 3 etapy na Tour de France 2020 zásluhou Marca Hirschiho (vítěz 12. etapy) a Sørena Kragha Andersena (vítěz 14. a 19. etapy). Marc Hirschi též vyhrál cenu bojovnosti. 
V roce 2021 se nizozemská společnost DSM stala titulárním sponzorem týmu.

## Soupiska týmu
K 1. lednu 2024
- Tobias Lund Andresen (DEN) (* 20. srpna 2002)
- Romain Bardet (FRA) (* 9. listopadu 1990)
- Warren Barguil (FRA) (* 28. října 1991)
- Patrick Bevin (NZL) (* 15. února 1991)
- Pavel Bittner (CZE) (* 29. října 2002)
- Romain Combaud (FRA) (* 1. dubna 1991)
- John Degenkolb (GER) (* 7. ledna 1989)
- Matthew Dinham (AUS) (* 9. dubna 2000)
- Patrick Eddy (AUS) (* 17. října 2002)
- Alex Edmondson (AUS) (* 22. prosince 1993)
- Nils Eekhoff (NED) (* 23. ledna 1998)
- Sean Flynn (GBR) (* 2. března 2000)
- Chris Hamilton (AUS) (* 18. května 1995)
- Fabio Jakobsen (NED) (* 31. srpna 1996)
- Gijs Leemreize (NED) (* 23. října 1999)
- Enzo Leijnse (NED) (* 16. července 2001)
- Emīls Liepiņš (LAT) (* 29. října 1992)
- Niklas Märkl (GER) (* 3. března 1999)
- Tim Naberman (NED) (* 11. května 1999)
- Oscar Onley (GBR) (* 13. října 2002)
- Max Poole (GBR) (* 1. března 2003)
- Timo Roosen (NED) (* 11. ledna 1993)
- Martijn Tusveld (NED) (* 9. září 1993)
- Julius van den Berg (NED) (* 23. října 1996)
- Frank van den Broek (NED) (* 28. prosince 2000)
- Casper van Uden (NED) (* 22. července 2001)
- Kevin Vermaerke (USA) (* 16. října 2000)
- Bram Welten (NED) (* 29. března 1997)

## Vítězství

### Vítězství na šampionátech
2005
 Japonský silniční závod,  Hidenori Nodera
2008
 Japonský silniční závod,  Hidenori Nodera
2012
 Japonský silniční závod, Yukihiro Doi
2014
 Nizozemská časovka, Tom Dumoulin
2015
 Rakouská časovka, Georg Preidler
2016
 Nizozemská časovka, Tom Dumoulin
2017
 Nizozemská časovka, Tom Dumoulin
 Rakouská časovka, Georg Preidler
 Nizozemský silniční závod, Ramon Sinkeldam
 Mistři světa v týmové časovce
 Mistr světa v časovce, Tom Dumoulin

## Vítězství na Grand Tours
- Giro d'Italia 2017,  Tom Dumoulin